# 宝性院 (埼玉県杉戸町)

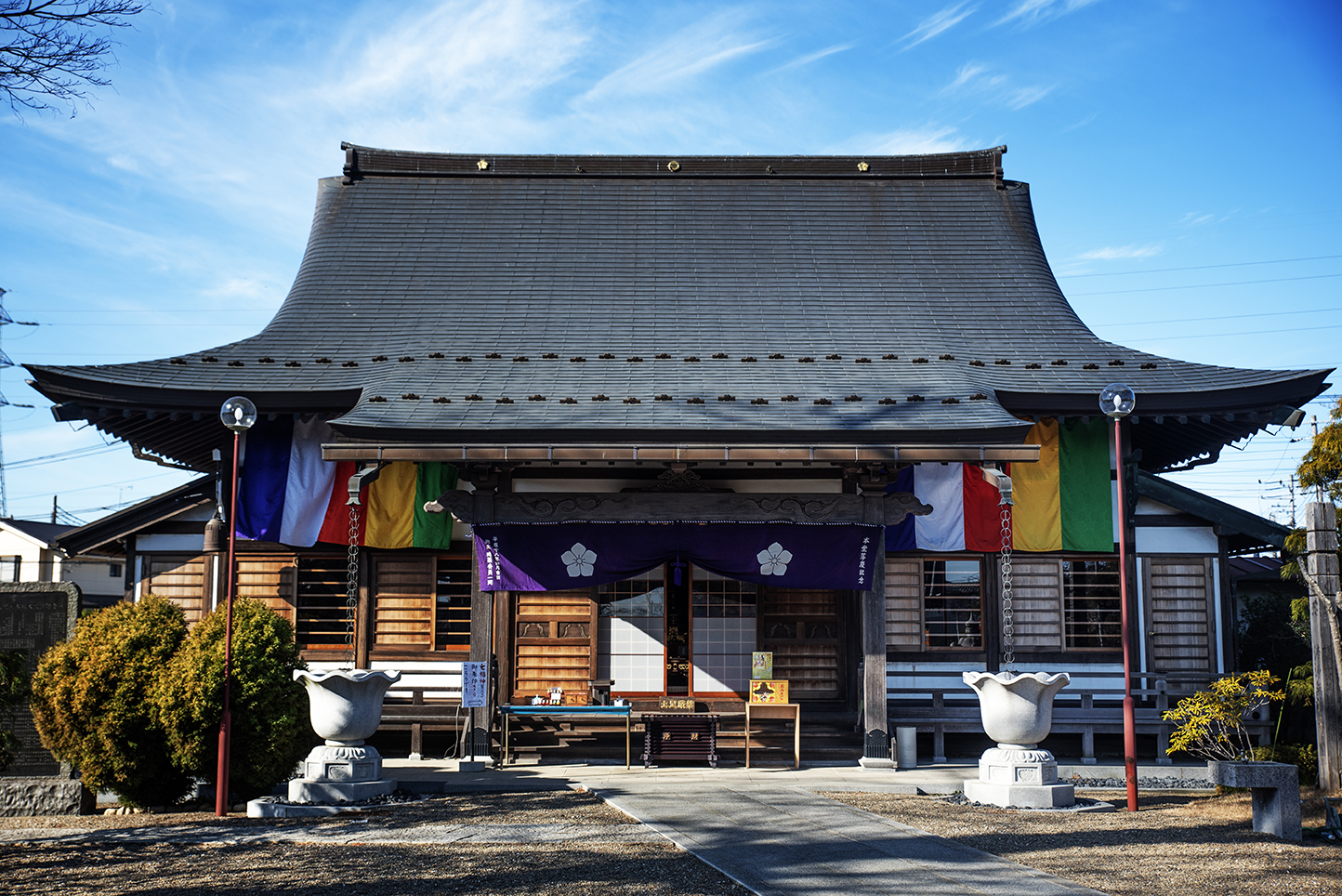
宝性院本堂

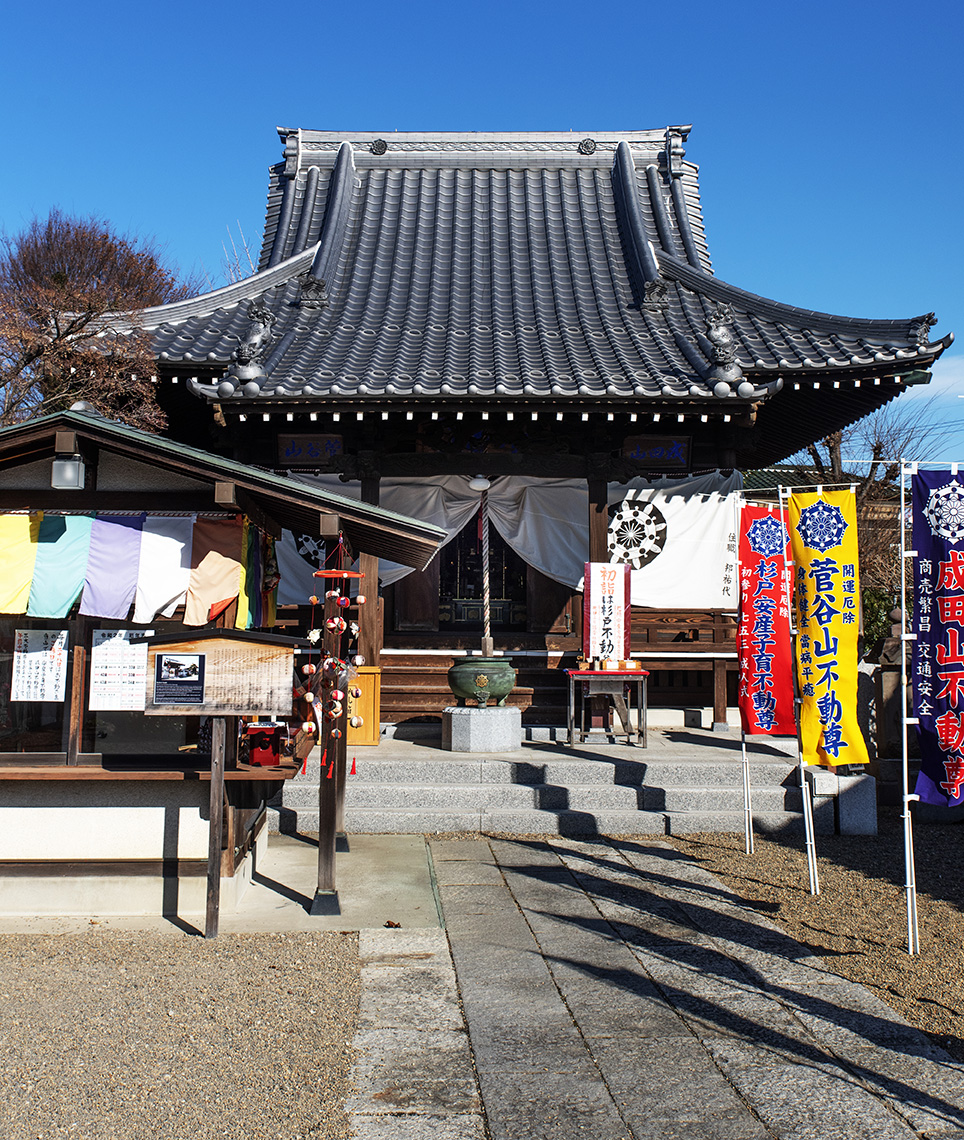
宝性院不動堂

宝性院（ほうしょういん）は、埼玉県北葛飾郡杉戸町杉戸にある真言宗智山派の寺院。山号は杉戸山。通称杉戸不動尊。本尊は大日如来。

## 歴史
開基は、永禄3年（1560年）、幸手城主の一色義直が安産と子供の成長を願い、安産不動明王を安置したことに始まる。元和2年（1616年）、杉戸宿が日光道中の人馬継立の宿場として幕府から命をうけて21の宿場の5番目（千住、草加、越ケ谷、粕壁、杉戸）となると、街道沿いに位置する宝性院は道中の拠点となり、本堂などの伽藍が整備された。
杉戸宿は日光道中の宿場として急激に発展し、天保14年（1843年）には本陣、脇本陣のほか48軒の旅籠屋ができていた。杉戸が旅人、商人、農民で賑わうと、杉戸不動尊は人々の願いを託す日光道中の祈願所として信仰を集める。以後、地域の仏教行事をはじめ、寺子屋教育や旅籠屋の代務、戸籍の管理などの重要な役割を担い、明治期には一時、郡役所や小学校（杉戸学校）が置かれる。

### 本堂
元和2年（1616年）に教職和尚が入山し、宝性院第一世となり、杉戸宿本陣の庇護を受け、本尊大日如来を祀り本堂を建立した。関東大震災にて大破し、昭和9年（1934年）に再建され、平成9年（2005年）に改修が行われ、堂内に十三仏が安置される。

### 不動堂
嘉永2年（1849年）に再建された不動堂は、建物全体に彫刻が施されているが、この彫刻は16体の獅子のうち1体だけが毬を持つというものである。また「不動」と揮毫された扁額は武田信玄の子孫で徳川幕府の高家職を務めた武田信之によるものである。創建時の安産不動をはじめとした三不動を祀った当堂宇は、武州東部三大不動尊（越谷・大聖寺、加須・總願寺、当寺）として信仰を集めた。

### 三不動明王
不動堂内部には、中央に一色義直ゆかりの安産不動明王が安置され、その周辺には四大明王（降三世明王、軍荼利明王、大威徳明王、金剛夜叉明王）が祀られている。向かって右手は江戸時代の仏師、岩国光雲作である成田山不動明王があり、成田山新勝寺の分霊として当地に安政4年（1857年）に安置された。左手には菅谷不動明王。こちらも岩国光雲作とされ、安政7年（1860年）にの菅谷寺（新潟県新発田市）より御分霊として祀られている。

### 寺宝
- 本尊胎蔵大日如来（江戸時代、作者不詳）
- 不動堂 安産不動明王（江戸時代、作者不詳）
- 不動堂 成田山不動明王（江戸時代、作者：岩国光雲）
- 不動堂 菅谷不動明王（江戸時代、作者：岩国光雲）
- 観音堂 十一面観音菩薩（平成、作者：朝倉二美）

## 交通アクセス
- 東武伊勢崎線、東武日光線 東武動物公園駅より徒歩13分
- 首都圏中央連絡自動車道幸手ICより車13分